# Reichsgerichtsgebäude

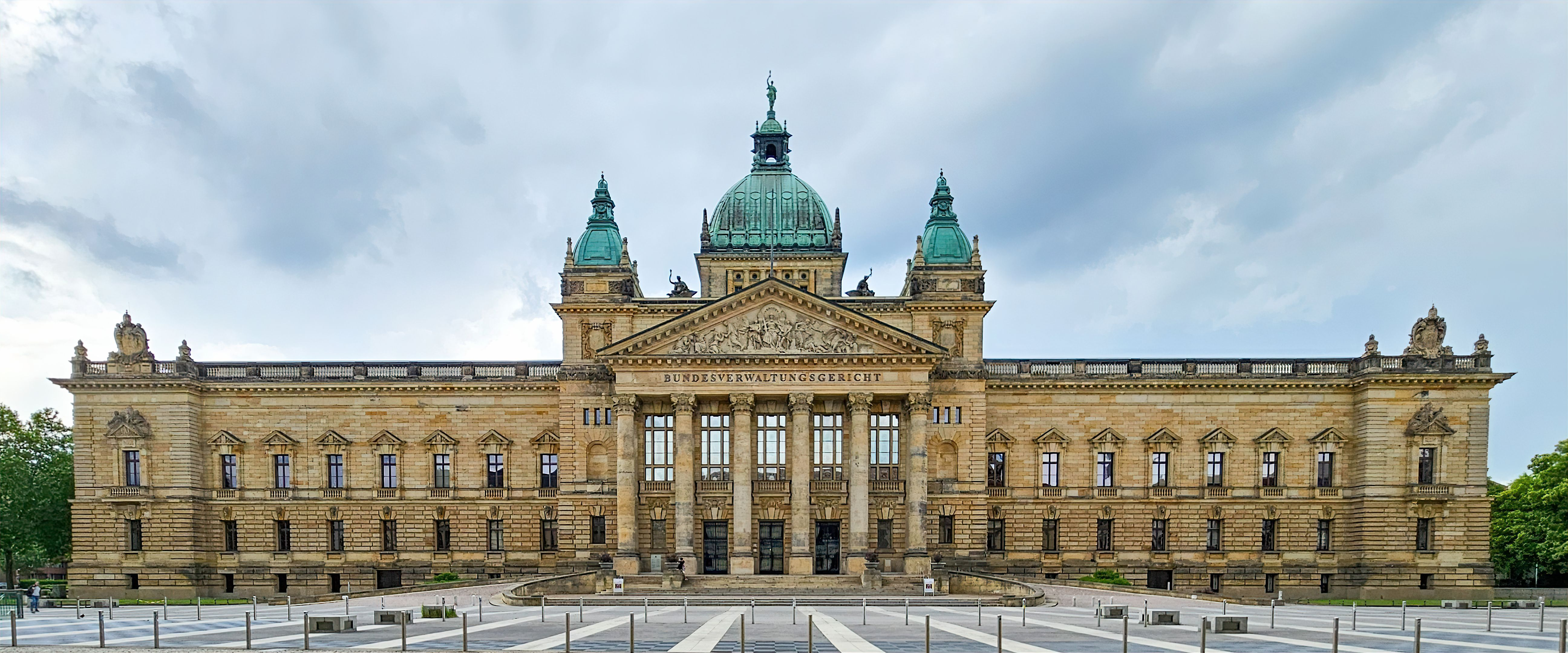
Reichsgerichtsgebäude in Leipzig (2004)

Das Reichsgerichtsgebäude ist als Gerichtsgebäude für das Reichsgericht entworfen und gebaut worden und dient seit 2002 dem Bundesverwaltungsgericht als Sitz. Es liegt in unmittelbarer Nähe des Neuen Rathauses im Leipziger Musikviertel.

## Architektur

Wettbewerbsentwurf von Ludwig Hoffmann und Peter Dybwad (1884)

Dem Bau ging 1884/1885 ein Architektenwettbewerb voraus, über den die Fachzeitschrift Centralblatt der Bauverwaltung im Frühjahr 1885 sehr ausführlich berichtete. Errichtet wurde das Reichsgerichtsgebäude in siebenjähriger Bauzeit von 1888 bis 1895 nach dem überarbeiteten Wettbewerbsentwurf der Architekten Ludwig Hoffmann und Peter Dybwad. Dybwad überwachte die Ausführungsplanung und die Bauausführung, er blieb nach der Fertigstellung in Leipzig und war dort als selbständiger Architekt erfolgreich.
Die Architektur des Gerichtsgebäudes knüpft an die italienische Spätrenaissance (und damit an die römische Antike) sowie an Bauten des französischen Barock an. Die lange Zeit übliche Einordnung in den späten Historismus erwies sich im Rahmen einer kunsthistorischen Analyse des Gebäudes als problematisch. Das Reichsgerichtsgebäude ähnelt in der Grundkonzeption dem Reichstagsgebäude in Berlin. Die Bauten wurden zur ungefähr gleichen Zeit errichtet und orientieren sich an historischen Schloss- und Museumsbauten.
Auf dem imposanten Gebäude thront eine 68,5 Meter hohe Kuppel, die von der 5,5 Meter hohen Skulptur Die Wahrheit bekrönt wird. Zusammen erreicht das Gebäude somit 74 Meter. Das Hauptportal des Gebäudes an der Ostfassade liegt am heute nach dem ersten Präsidenten des Reichsgerichts Eduard von Simson (1810–1899) benannten Platz. Die Nordseite schmücken Skulpturen von Persönlichkeiten der deutschen Rechtsgeschichte: Eike von Repgow (Sachsenspiegel), Johann von Schwarzenberg (Constitutio Criminalis Bambergensis), Johann Jacob Moser, Carl Gottlieb Svarez (Allgemeines Landrecht), Anselm von Feuerbach und Friedrich Carl von Savigny.
Das Innere des Gebäudes ist sowohl funktional als auch gestalterisch eng auf die ursprüngliche Nutzung bezogen. Die Skulpturen, Plastiken und aufwändigen Wandmalereien beschäftigen sich mit den Themen Untersuchung, Urteil, Vollstreckung und Gnade. Besonders repräsentativ gestaltet ist der Große Sitzungssaal, an dessen Wänden Sinnbilder und Wappen aller Bundesstaaten des Deutschen Reichs angebracht sind. Die Bleiglasfenster des Raums zeigen die Wappen aller Städte, die Sitz eines Oberlandesgerichts waren. Sämtliche figürlichen und ornamentalen Glasmalereien in dem Gebäude schuf Alexander Linnemann in Frankfurt am Main.

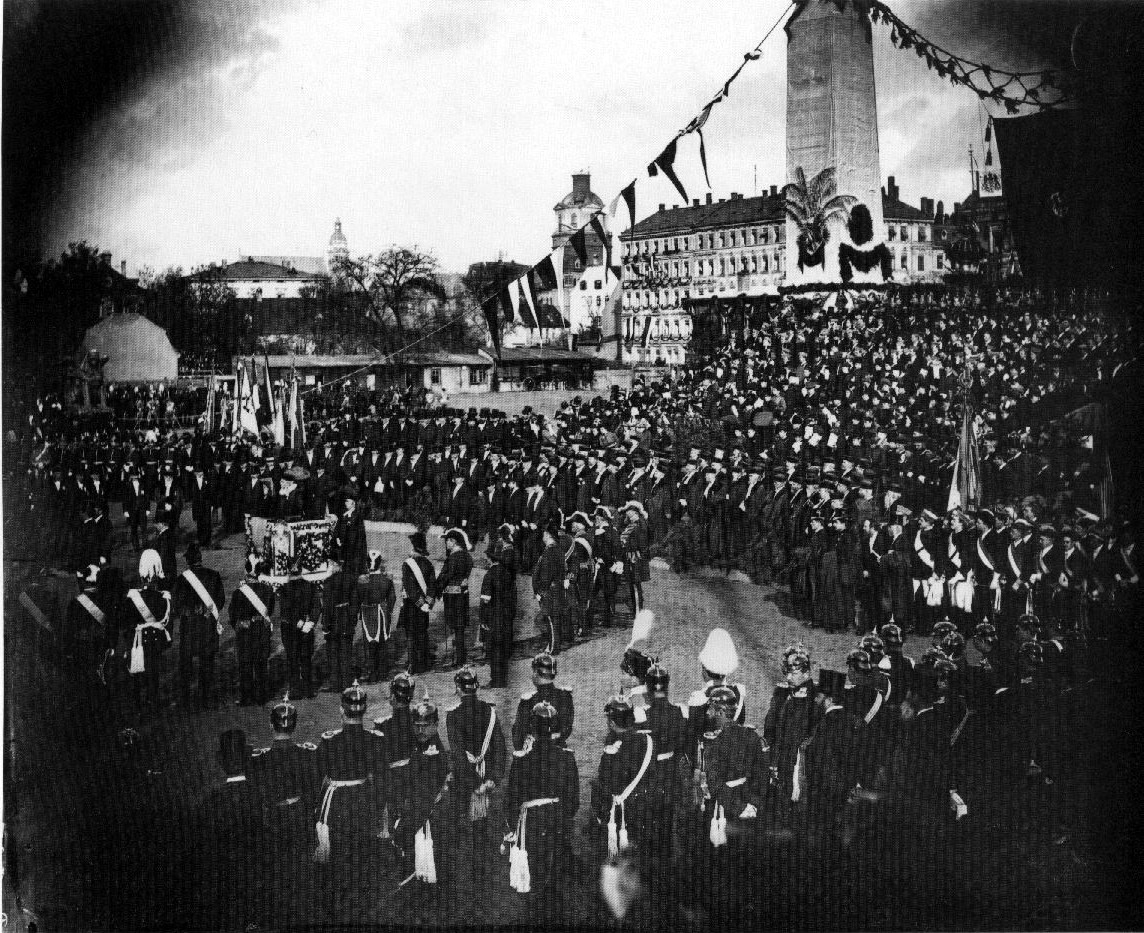
Grundsteinlegung 1888
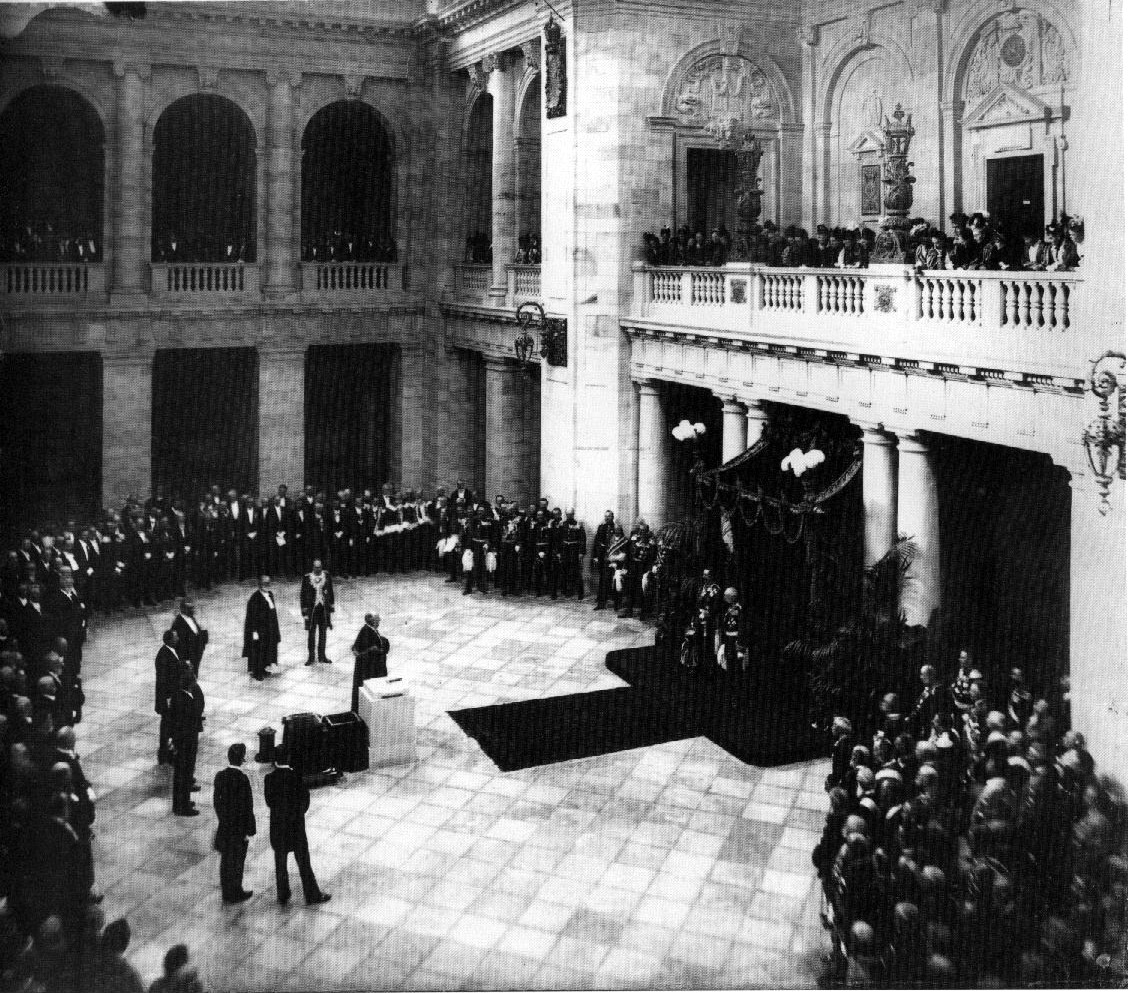
Einweihung 1895
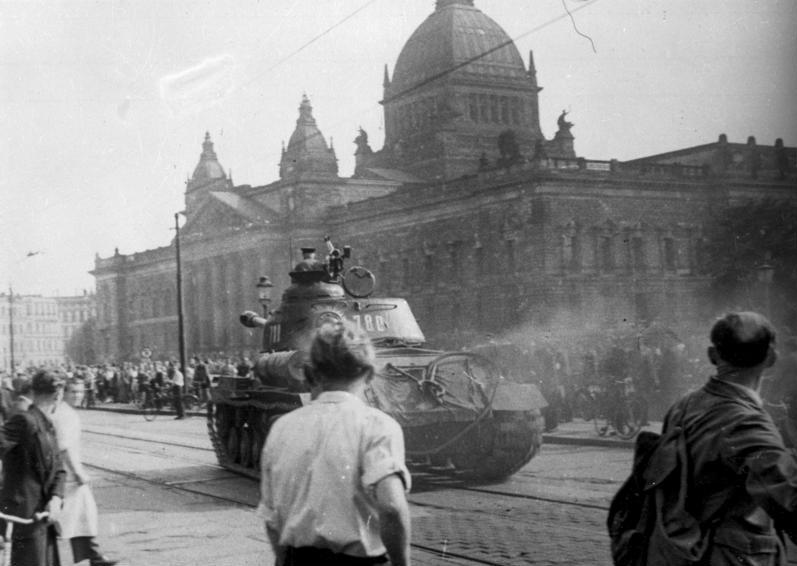
Sowjetischer Panzer vor dem Gebäude, um 17. Juni 1953
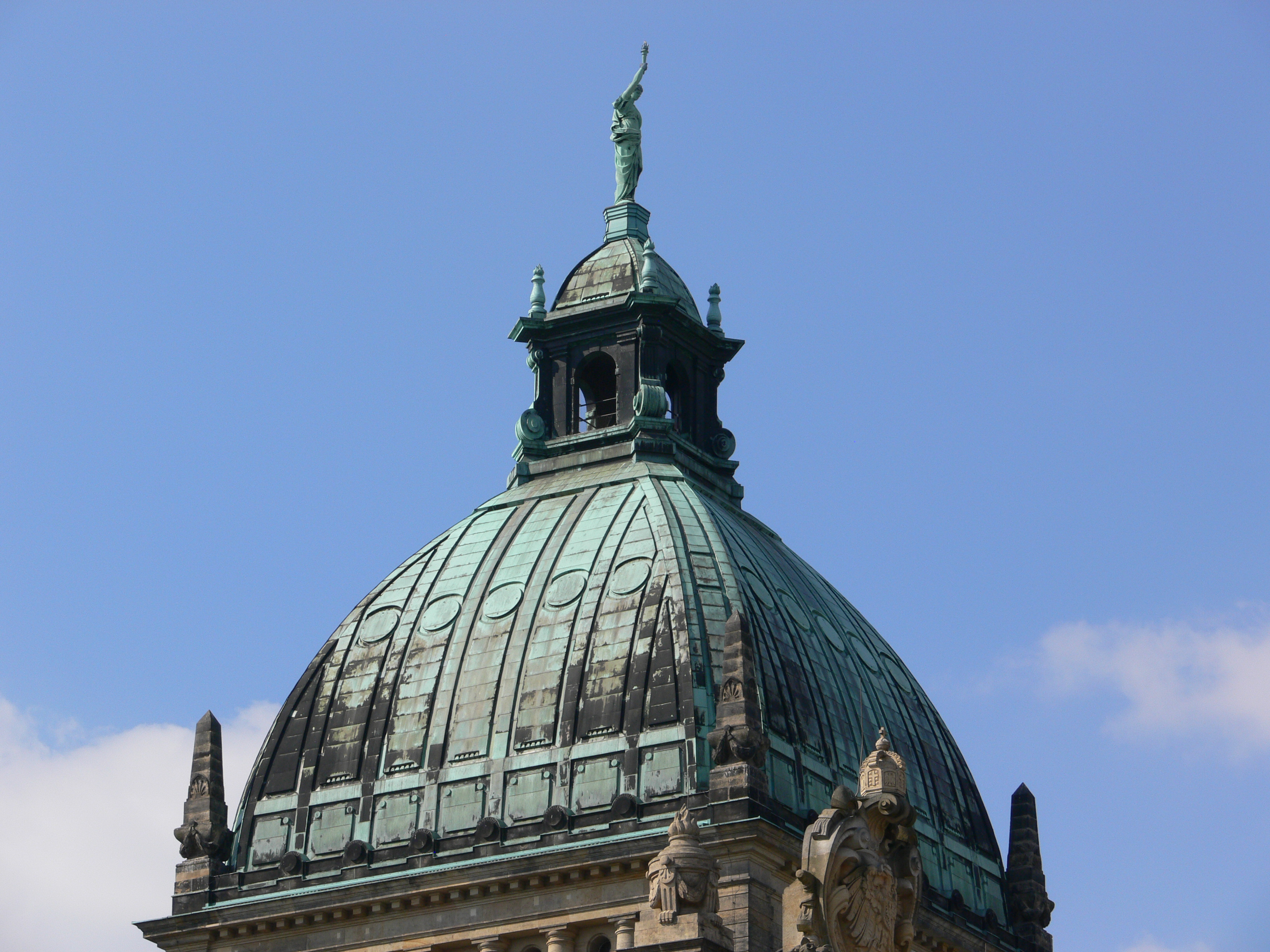
Kuppel mit der Skulptur Die Wahrheit
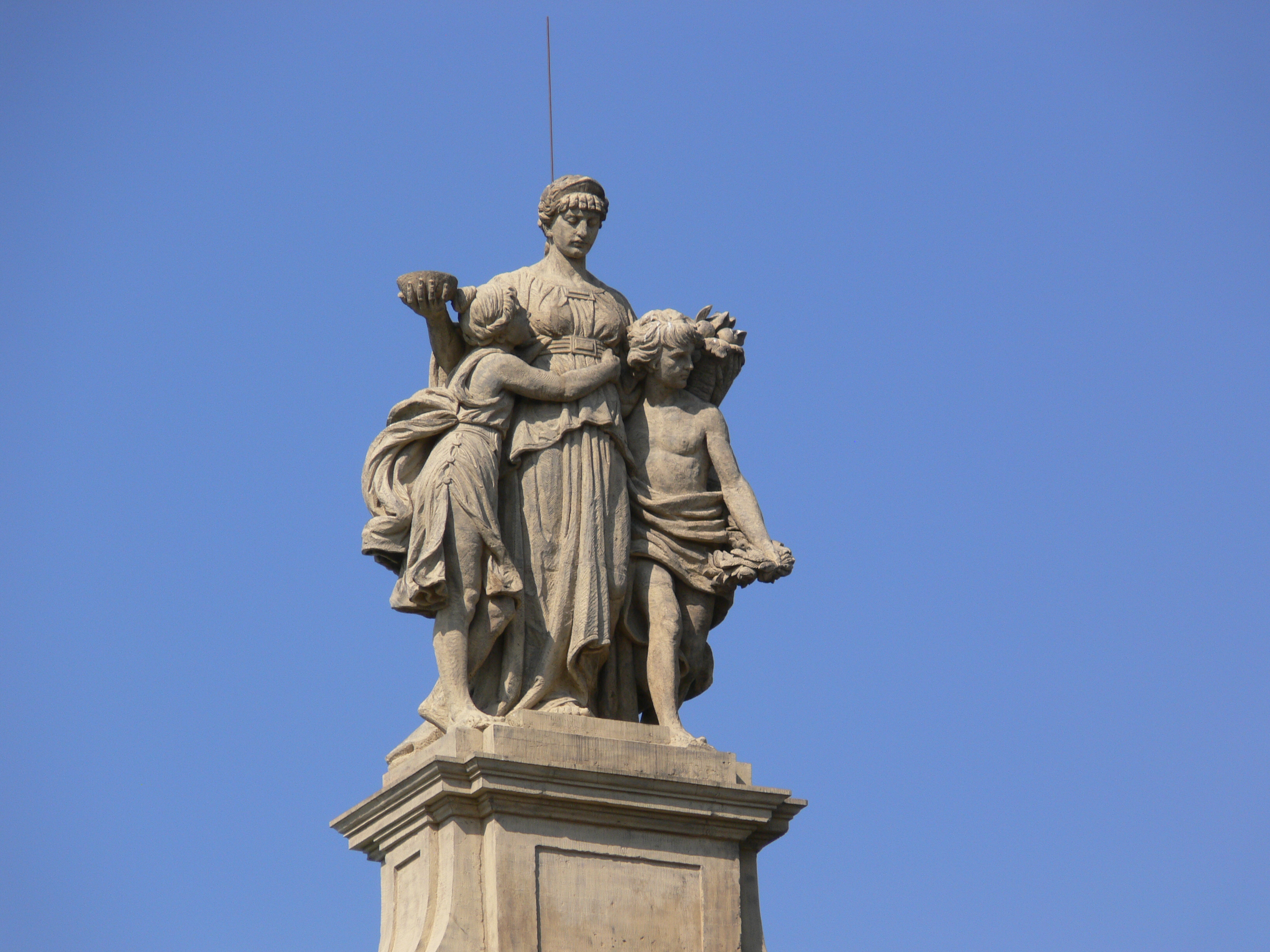
Skulptur am Südflügel: Allegorie der Gastfreundschaft
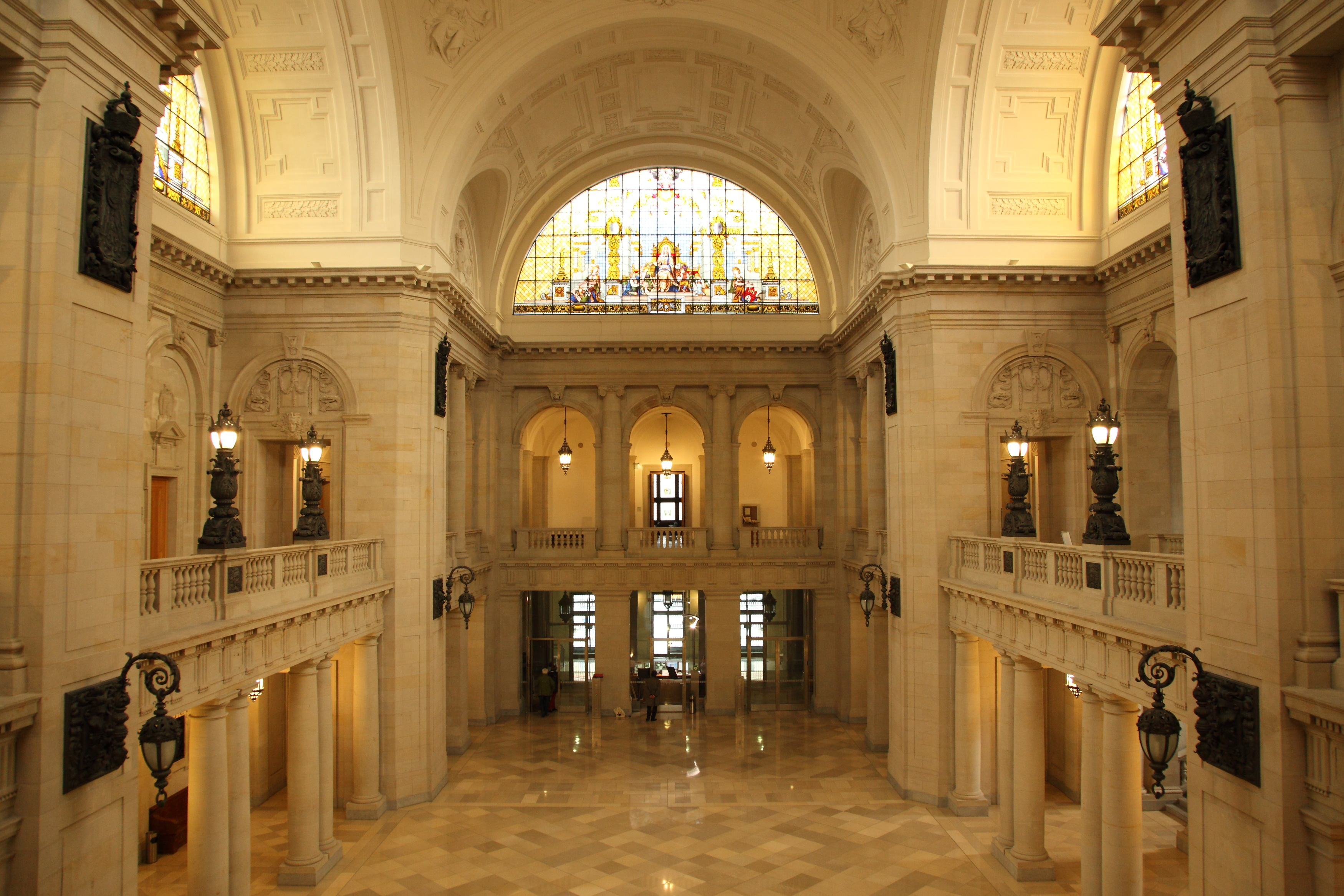
Foyer / Wartehalle
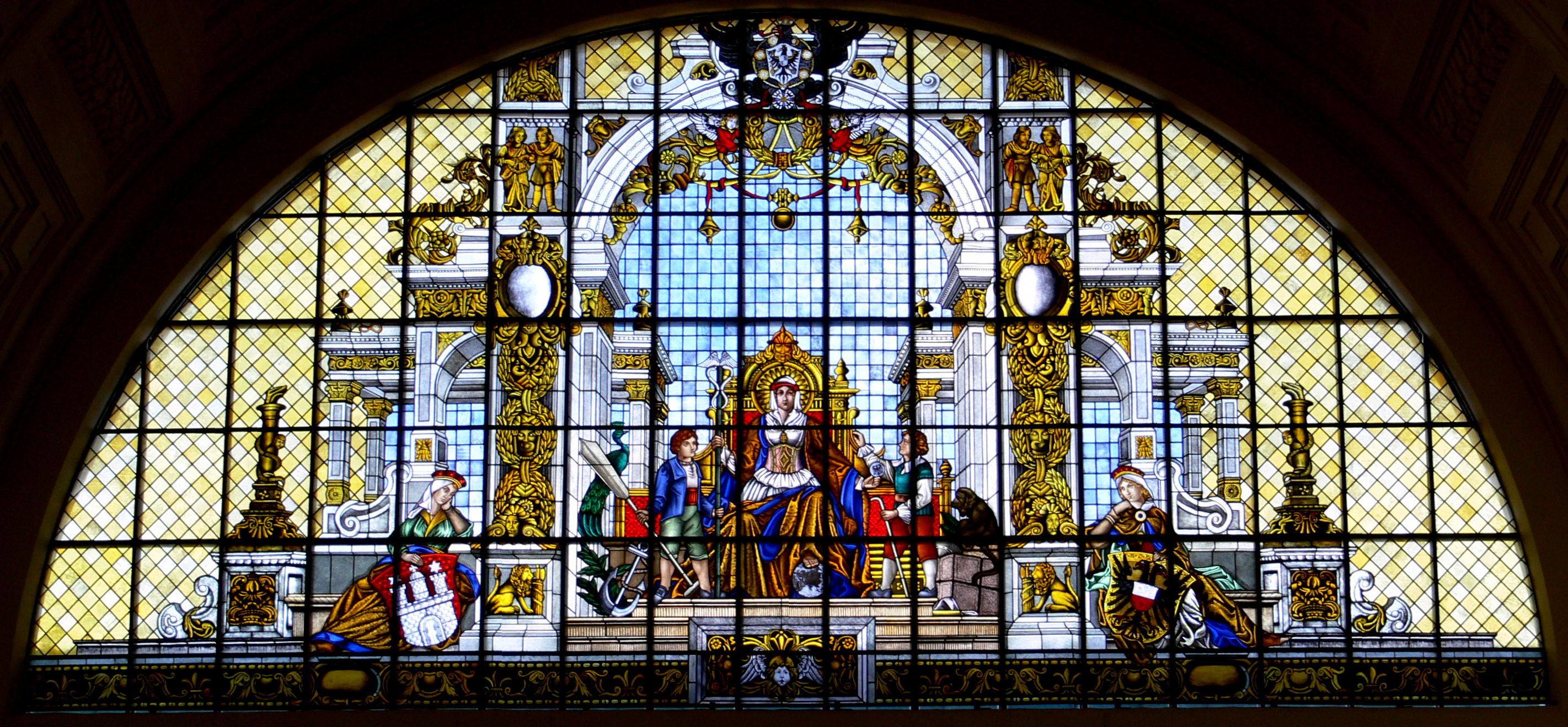
Bleiglasfenster in der Wartehalle (Alexander Linnemann)

## Nutzung
Das Gebäude diente von 1895 bis 1945 seiner eigentlichen Bestimmung als Sitz des Reichsgerichts. Außerdem hatte hier die Reichsanwaltschaft ihren Sitz, die als oberste Anklagebehörde historische Vorläuferin der Bundesanwaltschaft war.
Im Zweiten Weltkrieg wurde das Gebäude zu einem Drittel zerstört. Nach der Sanierung zog im Mai 1952 das Museum der bildenden Künste ein, dessen eigenes Museumsgebäude zerstört worden war. Im Großen Sitzungssaal wurde das „Georgi-Dimitroff-Museum“ eingerichtet. Es enthielt zunächst eine Ausstellung über den Reichstagsbrandprozess und beherbergte im Laufe der Jahre weitere Institutionen, so die Leipziger Außenstelle des Landeshauptarchivs Sachsen, das Geographische Institut, die Geographische Gesellschaft und ein Synchronstudio der DEFA.
Bis in die 1990er Jahre war außerdem die heutige Zentralstelle für deutsche Personen- und Familiengeschichte Leipzig im Gebäude untergebracht. Nach dem Bau des Staatsarchivs Leipzig 1995 wurde die Zentralstelle eingegliedert und dorthin verlegt.
Nach der deutschen Wiedervereinigung wurde das höchste ordentliche Gericht der Bundesrepublik Deutschland, der Bundesgerichtshof, nicht an den ehemaligen Standort des Reichsgerichts verlagert. Ausschlaggebend für diese Entscheidung des Deutschen Bundestags waren politische Standorterwägungen im föderalen Verteilungskampf der Bundesländer. Die Entscheidung des Bundestags wurde zudem damit begründet, dass das Reichsgericht eng mit dem nationalsozialistischen Unrechtsstaat verstrickt gewesen sei. Gleichwohl betrachtet sich der Bundesgerichtshof als legitimer Inhaber der Bibliothek des Reichsgerichts, die nur zu Teilen in das Bundesverwaltungsgericht in Leipzig zurückgekehrt ist. Das restaurierte Gerichtsgebäude in Leipzig wird stattdessen vom Bundesverwaltungsgericht genutzt.
Von Mitte 1998 bis Oktober 2001 wurde das Gebäude aufwändig saniert. Um dem Platzbedarf des Bundesverwaltungsgerichts Rechnung zu tragen, wurde auf das Dach ein weiteres Obergeschoss aufgesetzt, das jedoch so weit hinter die Dachbalustrade zurückgesetzt ist, dass das äußere Erscheinungsbild des Gebäudes nicht gestört wird. Vor dem Gebäude wurde der Pleißemühlgraben wieder freigelegt, er floss hier lange Jahre unterirdisch.
Am 26. August 2002 wurde der Sitz des Bundesverwaltungsgerichts vom Gebäude des ehemaligen Preußischen Oberverwaltungsgerichts in Berlin ins Reichsgerichtsgebäude nach Leipzig verlegt. Das jüngste Kapitel der Nutzung des Reichsgerichtsgebäudes begann offiziell mit der feierlichen Einweihung am 12. September 2002.

## Öffentliche Zugänglichkeit

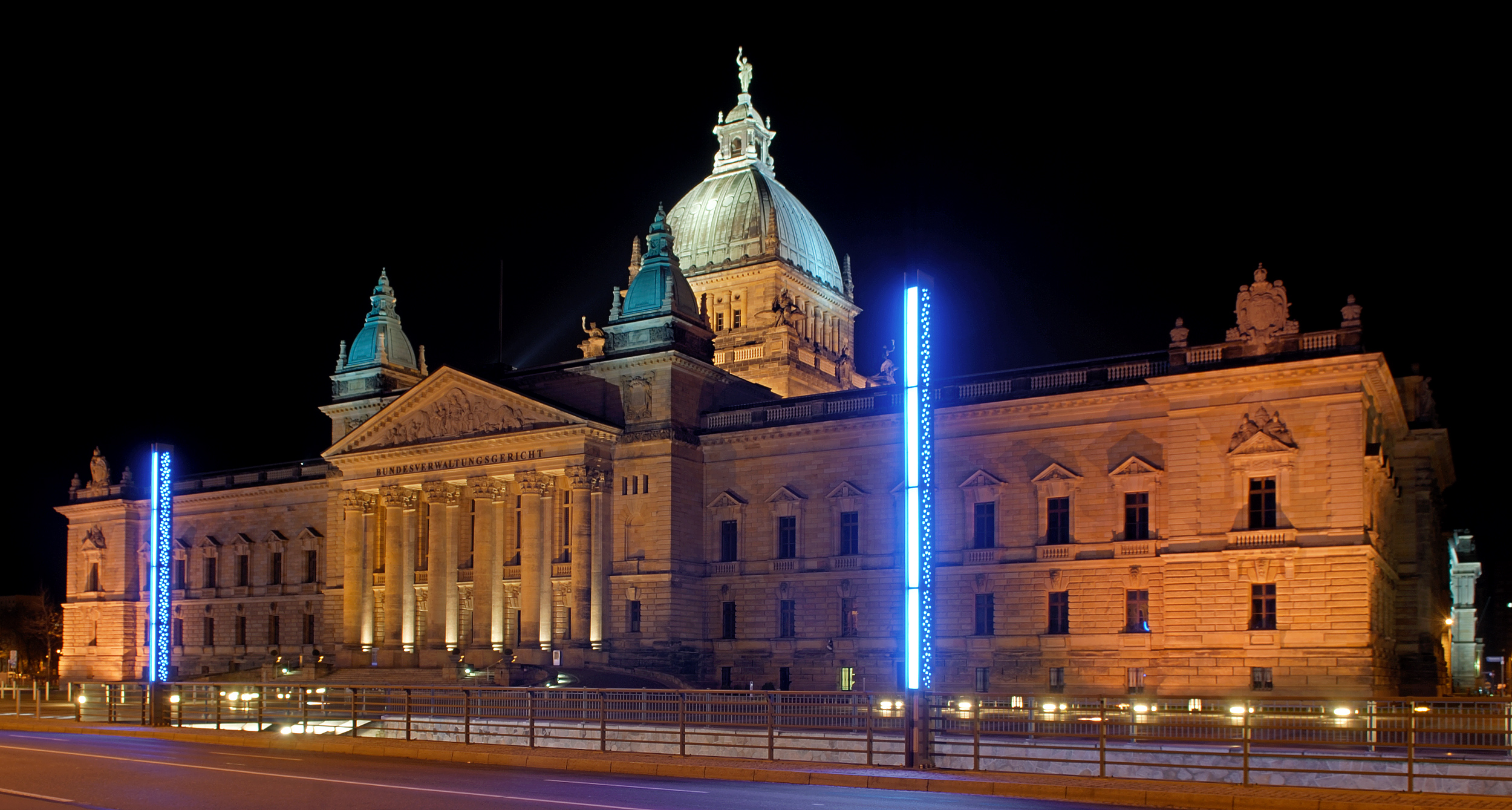
Nächtliche Beleuchtung

Die Eingangshalle einschließlich der Umgänge und der prachtvolle Große Sitzungssaal stehen allen Besuchern offen. Interessenten können nach vorheriger Anmeldung an Führungen durch weitere Teile des Gerichtsgebäudes teilnehmen. Seit dem 31. Mai 2007 gibt es einen Museumsraum mit der Ausstellung Das Reichsgerichtsgebäude und seine Nutzer.